# Михайловское (Акимовский район)
Михайловское (укр. Михайлівське) — село,
Горьковский сельский совет,
Акимовский район,
Запорожская область,
Украина.
Код КОАТУУ — 2320381005. Население по переписи 2001 года составляло 176 человек .

## Географическое положение
Село Михайловское находится на расстоянии в 0,5 км от посёлка Максима Горького.
По селу протекает пересыхающий ручей с запрудой.

## История
- 1932 — дата основания.